# Thionia truncatella
Thionia truncatella är en insektsart som beskrevs av Melichar 1906. Thionia truncatella ingår i släktet Thionia och familjen sköldstritar. Inga underarter finns listade i Catalogue of Life.